# Cornetto
El cornetto, también conocido como corneta renacentista, corneta negra o corneta curva  es un instrumento de viento de los periodos medieval, renacentista y barroco. No debe ser confundido con la corneta actual, que aunque se parezca en el nombre, se refiere a cosas distintas. Este instrumento se utilizó en el Renacimiento

## Construcción

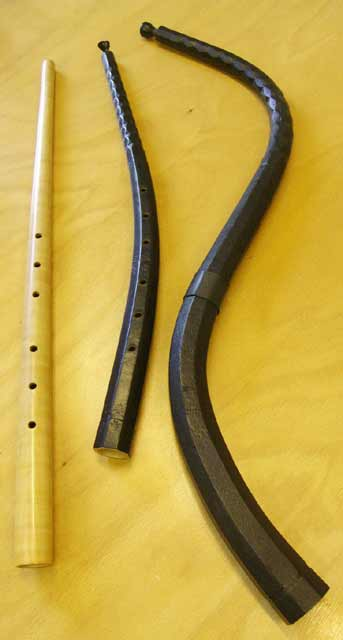

La corneta (su auténtico nombre en español, como veremos en el apartado de Nomenclatura) tiene la forma de un tubo, alrededor de 60 centímetros de longitud, hecho de madera, marfil, o en el caso de algunos modelos modernos reconstruidos, ebonita, con digitación común a los instrumentos de madera.
Usualmente la sección transversal del instrumento es octogonal, y está revestido de cuero, con los agujeros penetrando esta cobertura. 
El cornetto es levemente curvo, normalmente hacia la derecha, mejorando el confort del intérprete que entonces digita los agujeros superiores con la mano izquierda y los inferiores con la derecha. Esta posición es prácticamente el estándar para los instrumentos de madera.
Al extremo superior del instrumento hay una boquilla pequeña, del tipo de las usadas en los instrumentos de metal, donde la vibración se genera con los labios.
Por esta razón el cornetto es un instrumento de construcción inusual entre los vientos; un cuerpo al estilo de las maderas (clarinete, flauta dulce, fagot), con una boquilla - y en consecuencia la generación del sonido- al estilo de los metales (trombón, trompeta, corneta).
Varios estudiosos aseguran que el último criterio es el más importante, con lo que clasifican al cornetto entre los metales. En particular el sistema de clasificación de instrumentos de Hornbostel-Sachs, ubica al instrumento entre las trompetas.
Los intérpretes puristas del cornetto tienden a usar una boquilla más pequeña de la que necesitarían para poder interpretar instrumentos de metal modernos, ya que otra opción es tornear la base de las boquillas actuales para que puedan calzar en el cuerpo del cornetto.

## Repertorio
Históricamente, el cornetto fue usado en conjunto con el sacabuche, a menudo para doblar un coro de iglesia. Esto fue particularmente popular en Venecia, en la basílica de San Marcos, donde se utilizó frecuentemente el estilo en especial en los coros de antífonas. Giovanni Bassano fue un ejemplo de virtuoso del cornetto, y Giovanni Gabrieli escribió mucha de su esplendorosa música polifónica pensando en él.
Heinrich Schütz también usó el instrumento en forma extensa en sus primeros trabajos; estudió en Venecia con Gabrielli, y estaba al tanto del virtuosismo de Bassano. 
También el cornetto, como todos los instrumentos renacentistas, se construía en una familia completa; los diferentes tamaños empiezan con el agudo cornetino, el cornetto, el lizard, o cornetto tenor y el raro cornetto bajo o serpentón, que consiste en un instrumento curvado sin boquilla, utilizado como bajo en conjuntos de cuerda o de flautas dulces.
El instrumento fue usado como instrumento solista, y sobrevive una relativamente grande cantidad de piezas para cornetto solista. El uso del instrumento declinó alrededor de 1700, aunque fue común en Europa hasta muy avanzado el siglo XVIII.
Johann Sebastian Bach, Georg Philipp Telemann y los grandes compositores alemanes de la época usaron juntos al cornetto y al cornetino en sus cantatas para tocar en unísono con la voz soprano del coro. Ocasionalmente estos compositores incluían una parte de solo para el instrumento, (por ejemplo en la cantata BWV 118 de Bach).
Alessandro Scarlatti usó el cornettos en varias de sus óperas. Johann Joseph Fux usó un par de cornettos con sordina en un Requiem. 
Una de las últimas composiciones conocidas fue la de la ópera Orfeo y Eurídice de
Gluck, donde se sugiere el trombón soprano como alternativa.
Resulta interesante saber que Gluck fue también el último de los compositores de la época en incluir una parte para flauta dulce dentro de la obra.

## Técnica
La corneta es generalmente considerada un instrumento difícil de tocar. Representa un diseño que sobrevive en instrumentos antiguos, es decir, el tubo principal tiene sólo el largo de un instrumento de madera típico, pero la boquilla es del tipo de los metales, obligando al intérprete a producir la vibración sonora con sus labios.
La mayoría de los modernos instrumentos de metal son considerablemente más largos que el cornetto, lo que permite utilizar la resonancia del tubo más fácilmente para controlar la afinación. 
La época de la música barroca fue relativamente tolerante respecto del brillo y la cualidad tonal extravertida, tal como atestigua la música de órgano sobreviviente. Así, el teórico de música barroca Marin Mersenne describe al sonido del cornetto como "un rayo de sol perforando las sombras". Aun así es también evidente que el cornetto fue a menudo mal tocado. Su registro superior suena como el de una trompeta o corneta moderna, mientras que su registro grave recuerda al sacabuche que a menudo lo acompaña. El registro medio da un sonido estilo lamento que no es atractivo cuando se toca "solo". La afinación del Cornetto tiende por otro lado a ser insegura.
Como resultado de su diseño, el cornetto requiere una embocadura especial que produce cansancio si se toca durante un tiempo prolongado. Es inevitable que los intérpretes de las maderas hayan prestado atención a un instrumento que comenzaba a desarrollarse en el Barroco como alternativa: el oboe.

## El cornetto y la música antigua
Como resultado del renacimiento de la música antigua en el siglo XX. el cornetto ha sido redescubierto, y como en su época, atrae a los intérpretes más perfeccionados.
En muchas piezas, particularmente aquellas desde el Barroco temprano al medio, compositores como
Claudio Monteverdi, Giovanni Gabrieli, Bertali, Pavel Josef Vejvanovský, Jan Křtitel Tolar, Michael Praetorius, Johann Hermann Schein, Samuel Scheidt, Sebastian Knüpfer, Johann Schelle, Johann Pachelbel, Giovanni Felice Sances, Johann Joseph Fux, Johann Heinrich Schmelzer, Heinrich Ignaz Franz von Biber, Andreas Hofer, Alessandro Stradella, Matthew Locke, John Adson y Heinrich Schütz requieren al cornetto como instrumento obligado, y el resultado no es igual si otro instrumento lo sustituye. Los sustitutos usuales en las actuales interpretaciones, de todas formas, suelen ser el violín, la flauta dulce, la moderna trompeta en Si bemol, el oboe, el saxofón soprano.

## Nomenclatura
Por desconocimiento, ya que en España siempre se llamó a este instrumento Corneta, y para evitar confusión entre este instrumento y la corneta, el cornetto se menciona habitualmente con su nombre italiano. Ocasionalmente se lo llama con su nombre alemán, que es Zink. El instrumento fue conocido también como "cornet à bouquin" en Francia, y simplemente corneta en España. Corneta se denomina también al músico que toca este instrumento.